# ドラゴンボールDAIMA
『ドラゴンボールDAIMA』（ドラゴンボールダイマ、DRAGON BALL DAIMA）は、東映アニメーション制作の日本のテレビアニメ。2024年10月から2025年2月まで、フジテレビ系列ほかにて放送された。

## 概要
鳥山明の漫画作品『ドラゴンボール』のアニメシリーズとしては2015年7月から2018年3月まで放送された『ドラゴンボール超』以来6年ぶりのテレビアニメとなる。
2023年10月にニューヨークで開催された「ニューヨーク・コミコン」のパネルにて、『ドラゴンボール』40周年記念作品として本作品が2024年秋に日本国内外で展開されると発表された。
2024年9月2日に同年10月11日より、フジテレビに新たに新設されたアニメ枠の第1弾として毎週金曜 23:40 - 翌0:10に放送されることが発表された。この放送時間帯は『ドラゴンボール』シリーズとしては初の深夜放送となる。
鳥山がストーリー・設定・キャラクターデザインを手掛けており、本作で主人公の孫悟空はある陰謀によって小さくなり、鳥山はこれについて「悟空は体の小ささを補うために、久しぶりに如意棒を使っての戦闘が懐かしいかも」と述べた。

## あらすじ
主人公・孫悟空たちによる活躍によって魔人ブウは倒され、世界に平和が訪れた。一方、大魔界では暗黒魔界の王であったダーブラの死により、新たにキング・ゴマーが王へと即位した。ある日、ゴマーは魔人ブウを倒すほどの力の持ち主である悟空たちの存在を知り、彼らの力を恐れて地球のドラゴンボールを使って悟空らを子供の姿にさせようと企む。地球の天界に降り立ったゴマーと付き人のデゲスに共に連れて来た古代ナメック人のネバにドラゴンボールを集めさせ、神龍に一つ目の願いで悟空たちを子供の姿にさせ、赤ん坊の姿にされたデンデを大魔界へと連れ去ってしまう。その頃、トランクスの9歳の誕生パーティに集まっていた悟空たちは突然子供の体に若返ってしまい、天界にて状況を話し合っていたところ、その場に現れた少年魔人・グロリオからの依頼を受け、デンデの救出と元の体を取り戻すため、悟空、界王神、グロリオの3人で大魔界を目指すこととなった。
第3魔界に降り立った悟空たちは、道中でカダン王の娘のパンジと出会い、共に旅をすることになった。そして第3魔界のドラゴンボールを守るタマガミ・ナンバー・スリーとの勝負に勝ち、三星球を手に入れ、第2魔界ではタマガミ・ナンバー・ツーを超サイヤ人3へと変身したベジータが倒し二星球を手に入れた。
一方、大魔界の科学者であるドクター・アリンスは、大魔女のマーバと共に魔人クウと魔人ドゥーを生み出し、第1魔界でタマガミ・ナンバー・ワンとの勝負を制し一星球を手に入れた。
第1魔界に降り立った悟空たちは、3つ目のボールを求めてタマガミ・ナンバー・ワンの元へ向かう。そこで先にボールを入手したアリンスと相対し、お互いのボールを賭けて悟空は魔人ドゥーとの勝負を行う。
その戦いの最中、魔のサードアイを額に装着して大幅にパワーアップをしたゴマーが悟空たちの前に現れ、悟空たちは立ち向かうが、魔のサードアイを装着したゴマーのパワーに苦戦する。悟空はネバの協力もあり超サイヤ人4に変身して善戦するも倒れてしまう。そこでアリンスはグロリオにドラゴンボールの願いで自身に世界一の魔力を授けるようグロリオに命令するが、グロリオはアリンスの願いではなく悟空たちを元の姿に戻るように願った。大人の姿に戻った悟空たちはまずベジータが超サイヤ人3へと変身しゴマーを圧倒するも、魔のサードアイの力で何度も復活するゴマーに苦戦する。そこでアリンスは悟空たちに魔のサードアイの外し方を伝授し、悟空は超サイヤ人4へと変身しゴマーを圧倒するが、またしても復活するゴマー。しかし、一瞬の隙をついた魔人クウの機転により魔のサードアイは外れゴマーは元の姿に戻った。戦いが終わりゴマーを倒した功績が認められ、新たに魔人クウが大魔王に就任。悟空たちは魔界で出会った人々に別れを告げ、住んでいる世界へと帰った。
帰る途中、悟空たちは薬虫を求めて第3魔界の雑貨屋に立ち寄り、そこに2つほど売れ残っていた魔のサードアイを発見して驚愕し、物語は幕を閉じた。

## 登場人物
- 以下は、公式で紹介されているキャラクターである[9]。各キャラクターの原作時の設定などは個別ページを参照。
- 担当声優は「元の姿 / ミニ化状態」でのキャスト。

### 主要人物
孫悟空 / 孫悟空（ミニ）
声 - 野沢雅子 / 野沢雅子
地球育ちのサイヤ人。強い相手と闘うのが大好き。小さくなってからは少年時代に使用していた如意棒を戦闘で使用している。
ベジータ / ベジータ（ミニ）
声 - 堀川りょう / 三野雄大
惑星べジータの王子として生まれた誇り高きサイヤ人。
ピッコロ / ピッコロ（ミニ）
声 - 古川登志夫 / 山口智広
ナメック人の戦士。かつては悟空の宿敵だった。地球生まれであるため、魔界のナメック人のことをよく知らずナメック語を話せない。
ブルマ / ブルマ（ミニ）
声 - 久川綾 / 中原麻衣
天才的な科学者で、ベジータの妻。アンチエイジングに悩んでいたため、子供の姿になったことをむしろ喜んでいる。最終話では悟空が薬虫を買う際に同行し、薬虫に対して拒否反応を示すも、美容虫の効能を知るとそれをツボごと買い取った。

### 界王神界の関係者
界王神 / 界王神（ミニ）
声 - 太田真一郎 / 小林由美子
第7宇宙を統括する界王神。ポタラでキビトと合体していたが、魔人ブウに頼んで体内に吸い込まれたことで元通り分離した。本作では本名が「ナハレ」であることが明かされた。
キビト / キビト（ミニ）
声 - 青森伸 / 半田裕典
界王神の付き人。ポタラで界王神と合体していた。

### 大魔界の関係者
グロリオ
声 - 内山昂輝
小さくなった悟空たちの前に現れた、ミステリアスな少年魔人。悟空からは名前を間違えて覚えられている。宇宙船や乗り物の操縦が得意で、悟空たちほどではないが、戦闘力も高い。
かつて第3魔界の者だったところをアリンスに拾い上げられた過去があるらしく、その恩義からアリンスに従っており、ポルンガを呼び出すためにナメック語を覚えさせられたのち、彼女の命令に従いつつ、悟空たちに同行しながら大魔界のドラゴンボールを探していた。魔のサードアイを得たゴマーには現状では敵わないと見たアリンスの命によってポルンガを呼び出すが、アリンスの命令よりも悟空たちとの友情を取り、悟空たちを大人に戻すよう願った。その後、アリンスからはクビを言い渡され、悟空たちの元へと戻っていった。
ゴマーが倒された後は新しく大魔王に就任したクウの計らいで大臣に任命された。
パンジ
声 - ファイルーズあい
第3魔界の統治者・カダン王の娘である少女魔人。82歳。ゴマー配下の憲兵と揉めて追われるところを悟空たちに救われる。メカに強いことから志願して悟空たちに同行する。
ハイビス
声 - れいみ
カダン王配下の魔人。ベジータ、ピッコロ、ブルマを大魔界に連れて来たガイド役。盗まれたダーブラの魔のサードアイを偶然拾って、ベルトに付けていた。デゲスに雇われた魔界の少女と、少女の被っていた帽子とサードアイ付きのベルトを交換してしまった。ゴマーとの戦いの後、魔王となった魔人クウに、大臣に立候補しようとするも無視される。
ゴマー
声 - 森久保祥太郎
ダーブラが魔人ブウに殺されたことで新たな大魔界の支配者となった魔人。ネバの能力で再生させた地球のドラゴンボールを使い悟空たちを子供の姿に変えた元凶でもある。ダーブラが王をしていた頃は副大魔王だったことも判明した。悟空たちが第一魔界に攻め入ってきた時は慌てふためいていたが、魔のサードアイを額に埋め込んだことで巨大化。悟空と仲間たちが数人がかりで攻撃してもまるで意に介せず、超サイヤ人3となった悟空をも一人で圧倒してしまう程の強大な力を得る。ネバによって超サイヤ人4となった悟空とも互角に戦い、一時はかめはめ波によって倒されたかに見えたが、魔のサードアイの暴走により更なる巨大化を果たし、悟空を返り討ちにした。グロリオがドラゴンボールを使用し悟空たちが大人に戻った後でも、超サイヤ人4となった悟空のかめはめ波を受けて腹部に穴を開けても倒れることは無かったが、一瞬の隙をついた魔人クウが後頭部へ三回攻撃することに成功したことで魔のサードアイが外れたことから元の姿に戻り、敗北。その後はアリンスとマーバの手でデゲスと共にツボに99年幽閉されることになった。
デゲス
声 - 榎木淳弥
界王神（ナハレ）の弟。ゴマーの腹心として仕えているが、ナハレ曰く野心に溢れた性格ゆえ、内心ではゴマーを出し抜き大魔王となることを狙っていた。しかし悟空たちが第一魔界を攻めてきたことでゴマーを見限り、赤ん坊のデンデを連れて逃げようとしていた所を悟空たちに見つかってしまう。デンデを人質にして逃れようとするも、横からグロリオが投げたハイビスの帽子をぶつけられたことで隙が生じ、ピッコロの手刀を受けて気絶。拘束された後、カダン王の部下たちに身柄を引き渡された。最終話ではアリンスとマーバの手でゴマーと共にツボに幽閉された。
ドクター・アリンス
声 - 日笠陽子
界王神とデゲスの姉で、研究者。ゴマーを出し抜きドラゴンボールを狙っている。悟空たちが第一魔界に来た際には魔人クウ、魔人ドゥーを引き連れて現れ、ドラゴンボールを賭けて悟空たちに戦いを挑むも、途中で横やりを入れてきたゴマーの圧倒的な力を目の前にして戦意を喪失。魔人クウ、魔人ドゥーに悟空たちに協力し、ゴマーを倒すように命じた。その後、悟空たちがゴマーと戦っている隙をついてグロリオにドラゴンボールを持ってくるように通信を送り、ポルンガを呼ばせて自らを「強大な力を持つ魔法使いにする」という願いを叶えさせることをグロリオに命令するも、グロリオは悟空たちを大人に戻すように願ったことから叶わなかったため、グロリオには「クビだ」と宣告し、開放した。その後、何度も立ち上がってくるゴマーへの対策法として「後頭部を強い力で三回叩くとサードアイが飛び出す」ことを悟空たちに教えた。最終話ではゴマーを倒したことで新たな魔界の王となった魔人クウから、自身の創造主であることからナンバー2の地位を与えられた。
ネバ
声 - 中博史
第2魔界にある故郷が荒廃し、ほとんどのナメック人が魔界を去っても魔界に残った伝説のナメック人。大魔界のドラゴンボールを作った人物であり、タマガミと呼ばれる存在を作り、それを守らせている。地球上に散らばったドラゴンボールを石となった状態でも一気に手元に集める、願いを叶えて石となったドラゴンボールを再生させる、各魔界が繋がっている穴に強力なシールドを張るなど、様々な能力を持つ。ゴマーが倒された後は新しく大魔王に就任したクウの計らいで大臣に任命された。
ワープさま / 小ワープさま
声 - 緒方賢一
大魔界および各宇宙を繋ぐ役割を担う自我を持ったワープ装置。金魚のような外見だが、それに強いコンプレックスを持っている。
カダン王
声 - 楠見尚己
第3魔界の統治者で、パンジの父。グロリオにゴマーを倒せる者を連れて来るように命じた人物。最終話ではゴマーを倒したことで新たな魔界の王となった魔人クウから大臣に任命されるも、第3魔界出身の自分が大臣になって良いのかと戸惑っていた。
大魔女マーバ
声 - 堀越真己
ドクター・アリンスの協力者で特別な魔力の持ち主の魔女。はるか昔に魔導士ビビディの依頼で魔人ブウを生み出した張本人。ゴマーが倒された後は新しく大魔王に就任したクウの計らいで大臣に任命された。
魔界のポルンガ
声 - 大友龍三郎
グロリオとアリンスが集めたドラゴンボールにより呼び出された、大魔界の神龍。ナメック星のポルンガと違った赤い身体をしている。巨大化したゴマーを指一本で弾き飛ばすほどの強大な力を持つ。

#### マーバが生み出した魔人
本作では、魔人ブウの誕生の秘密が明かされることになる。
魔人ブウ / 魔人ブウ（ミニ）
声 - 塩屋浩三 / 安室志穂
（はるか昔に魔導士ビビディの依頼で大魔女マーバが生み出した）最強魔人だが、現在はミスター・サタンと平和に暮らしている。
魔人クウ
声 - 関智一
ドクター・アリンスと大魔女マーバが栽培マンのタネを素に生み出した魔人。タマガミ・ナンバー・ワンに挑むが、どれだけ攻撃を浴びせても効かず、逃げてもすぐに背後を取られることから恐れをなして降参する。魔人ドゥーに比べると戦闘力は弱いが、魔導書の速読や億単位のフラッシュ暗算を一度見ただけで解く等、知識の面で優れている。ゴマーとの最終決戦では悟空たちと共に戦闘に参加し、たまたま吹き飛ばされた所でゴマーの背後を取り、後頭部に3回攻撃したことでゴマーを倒した立役者となった。その功績から新魔王に就任。創造主のアリンスをナンバー2の地位に置き、ネバやカダン王といった多くの魔界の有力者たちを大臣へと就任させた。その気前と機転の良さから、ネバは「意外といい魔王になりそう」と評価している。
魔人ドゥー
声 - 落合福嗣
ドクター・アリンスと大魔女マーバが栽培マンのタネを素に生み出した2体目の魔人。チョコレートが好物で、食べると凄まじく戦闘力が上がる。食べ物以外でも魔人ブウ（善）の要素が強く、戦い方も魔人ブウと似たような攻撃を行う。ゴマー戦では超サイヤ人3となった悟空を真似る形で自らもパワーアップを遂げるも、エネルギーの消費が激しかったためか直ぐに空腹状態になり、元の姿に戻ってしまった。
ゴマーが倒された後は新しく大魔王に就任したクウの計らいで大臣に任命された。

#### タマガミ
それぞれ、魔界のドラゴンボールを守っている存在。
タマガミ・ナンバー・ワン
声 - 高橋広樹
大きな剣を持ち、第1魔界のドラゴンボール（一星球）を守っているタマガミ。アリンスが作った魔人の実力を試すため、魔人クウと戦う。魔人クウには勝利するも2体目の魔人である魔人ドゥーには敗北し、ドラゴンボールをアリンスたちへ手渡した。その後はそのまま鎮座していたが、ネバの命を受け、悟空たちと共にゴマーとの戦いに参加している。
タマガミ・ナンバー・ツー
声 - 梅津秀行
大きな槍を持ち、第2魔界のドラゴンボール（二星球）を守っているタマガミ。第2魔界でベジータと戦った。ネバのサービスによりパワーアップし、ベジータを追い詰めたが、超サイヤ人3へ変身したベジータには敵わず敗れる。戦いの後はドラゴンボールを悟空たちへ手渡した。
タマガミ・ナンバー・スリー
声 - 三宅健太
大きなハンマーを持ち、第3魔界のドラゴンボール（三星球）を守っているタマガミ。ダーブラでも倒せなかったというが、悟空との戦いに敗れ、ドラゴンボールを悟空に手渡す。

### 天界の関係者
デンデ / デンデ（ミニ）
声 - 平野綾 / 後藤恵里菜
地球の神。神龍の願いによって赤ん坊の姿にされ、ゴマーたちに大魔界に連れ去られてしまう。
ミスター・ポポ / ミスター・ポポ（ミニ）
声 - 川津泰彦 / 斉藤貴美子
デンデと共に神殿で暮らしている。

### 地球人
クリリン / クリリン（ミニ）
声 - 田中真弓 / 金田アキ
幼い頃から悟空と修業を共にしてきた地球人。
ヤムチャ / ヤムチャ（ミニ）
声 - 鈴木崚汰（通常）
亀仙流の戦士。相棒のプーアルと行動を共にしている。
チチ / チチ（ミニ）
声 - 加隈亜衣（ミニ）
孫悟空の妻。気が強く綺麗な心の持ち主。
亀仙人 / 亀仙人（ミニ）
声 - 金光宣明（ミニ）
亀仙流武術の創始者。武天老師と呼ばれる伝説の武道家。
孫悟天 / 孫悟天（ミニ）
声 - 野沢雅子 / 野沢雅子
孫悟空とチチの次男で、孫悟飯の弟。
トランクス / トランクス（ミニ）
声 - 草尾毅 / 代永翼
ベジータとブルマの間に生まれた息子。
人造人間18号 / 人造人間18号（ミニ）
クリリンの妻で、マーロンの母。(超サイヤ人と互角に戦える)極めて高い戦闘力は健在。
マーロン / マーロン（ミニ）
クリリンと人造人間18号の娘。
ミスター・サタン / ミスター・サタン（ミニ）
声 - 櫻井トオル（ミニ）
かつてセルと魔人ブウを倒して地球を救った…と全人類に思われている地球人のヒーロー。
牛魔王 / 牛魔王（ミニ）
フライパン山に住む牛魔王として知られていたチチの父親。
プーアル / プーアル（ミニ）
ヤムチャの頼れる相棒。変身が得意。
ウーロン / ウーロン（ミニ）
いろいろなものに変身できる。現在はカメハウスに住んでいる。

## 用語・世界観

### 大魔界
本作の舞台となる世界。
大魔界は第1魔界、第2魔界、第3魔界の3つの魔界で構成されている。
通貨単位は「ドクロ」。
第3魔界
カダン王が治める、大魔界の一番上層のエリアで、グロリオとパンジの出身地。浮島がそこら中に点在しており、その中にある火山から噴出されるガスによって、異臭がするだけでなく空気が重くなり、あらゆるものの動きが遅くなる。
最終話では悟空のかめはめ波で第1魔界から第3魔界まで大穴が開いたことで空気が上昇し、ガスが抜けていったことで、魔界全体に澄んだ空気が行き渡るようになった。
第2魔界
かつて東の界王神などのグリンド人が住んでいた界芯星があるとされる。景観はナメック星に似ており、空気も第3魔界に比べて軽い。自然が豊かな分、第3魔界とは比べ物にならない程の魔境であり、海にはクラーケンが生息し、2番目に危険というメガの星はあらゆるものが巨大で、巨人のメガスが生活している。
第1魔界
大魔界の最深部にあり大魔王の住まいである魔王宮がある。
ドラゴンボール
『ドラゴンボール』シリーズを通してのキーアイテム。大魔界のドラゴンボールは3つのボールで構成されており、それぞれ第1魔界、第2魔界、第3魔界に存在している。
タマガミ
それぞれの魔界でドラゴンボールを守護しているロボットのような姿の像。挑戦者が現れたら動き出し、1対1で戦って勝利した上で、彼らが出す強さ以外の能力が求められるもう一つの勝負に勝つことでドラゴンボールを入手できる。これまで第一の勝負に勝った者がいなかったため、第二の勝負については全く知られていなかった。ネバによれば、ナメック人のドラゴンボールを悪用する者が現れ始めたため、それを防ぐためタマガミを作ったという。
魔のサードアイ
大魔界にかつて存在していた伝説のアイテム。額に装着した者は圧倒的な力を得るといわれている。
外すには後頭部を3回叩く必要がある。ゴマーが使った物はグロリオに踏みつぶされて消滅した。

## 製作
本作の構想は、『ドラゴンボール』エグゼクティブ・プロデューサーの伊能昭夫によると2018年から始まった。今までのシリーズとの違いについて、伊能は「鳥山先生の関与の深さが違う。新しいキャラクターもほぼすべて描いている。映像的な部分での新しさは追求していて、スタッフにもハードルを上げて頑張ろうという話をしている。かつてないアニメーションのクオリティー」とコメントしている。
鳥山はタイトルについて「DAIMAというのは造語で、漢字では『大魔』、英語では『Evil』といった感じでしょうか」と述べている。また、タイトルが決定したタイミングは伊能によると「（ニューヨーク・コミコン）まで1か月は切っていた。イベントに間に合うかどうかというぐらいギリギリだった」と話した。
2024年9月2日にフジテレビは、本作の放送時間を『ドラゴンボール』シリーズとしては初の深夜放送となる毎週金曜日 23:40 - 翌0:10 に放送すると発表した。フジテレビ中嶋優一編成部長は深夜放送になった件について、「せっかくの新作ですから、全国ネットで見ていただきたい。これまでは日曜朝でも放送していましたが、日曜朝ですと全国ネットではないので。ドラゴンボールファン、ターゲットの方が見ていただきやすい枠なのではという狙いもあります」と説明した。また、全話の製作がすでに完了していると明かされた。
2024年10月6日に東京ビッグサイトで開催された本作のステージで伊能は今後の『ドラゴンボール』シリーズについて聞かれ、「まだまだいろいろなことを考えて続けていく。野沢さんと一緒に頑張っていきたい」とコメントした。

### 音楽
オープニング主題歌はグラミー賞を受賞したことがあるゼッドがプロデュースしており、作詞は「CHA-LA HEAD-CHA-LA」や「WE GOTTA POWER」など、歴代のアニメ『ドラゴンボール』シリーズの作詞を担当した森雪之丞が務めている。エンディングテーマもAIと共に、ゼッドがプロデュースし、AIとゼッドが抱く『ドラゴンボール』へのリスペクトと愛情を重ね、冒険する仲間（NAKAMA）たちの姿を思い描いた曲となっている。

### 制作スタッフ
制作スタッフについては、『ドラゴンボールZ』魔人ブウ編から『ドラゴンボールGT』までのキャラクターデザインを担当した中鶴勝祥がキャラクターデザインを担当。音響効果も『ドラゴンボールZ 復活の「F」』までシリーズ全作に渡って音響効果を担当した新井秀徳が「オリジナルSE」として復帰している。

### キャスティング
本作は小さな姿にされた状態（ミニ形態）のキャストが孫悟空および孫悟天役の野沢雅子を除いて一新されている。

### 海外展開
本作は海外展開にも力を入れており、本作の発表が日本ではなくアメリカ・ニューヨークで発表されたことについて東映アニメは「『ドラゴンボール』が海外展開にも力を入れている作品であるため」と説明し、伊能も「『ドラゴンボール』は海外に出ていくアニメーションの先頭を切っているという意識は常々持っている。海外の一番大きなコミコンの立派な大きな所で自らを鼓舞しながら、しっかりここでファンに打ち出していこうという意思でやっている」と語った。
日本国外での配信は、米Crunchyrollが日本での放送とほぼ同じタイミングの2024年10月11日（太平洋標準時）から米国、カナダ、ブラジル、オーストラリア、ニュージーランド、南アフリカ、インド、東南アジア、ラテンアメリカなどで配信を開始している。Netflixでは2024年10月14日にアジア、10月18日から全世界で配信が開始されている。
東映アニメは、本作の全世界での展開により、サウジアラビアで開業予定の「ドラゴンボール・テーマパーク」との相乗効果を高め、グローバルでの『ドラゴンボール』IPの一層の成長を目指すとコメントした。

## 反響・評価
2024年10月11日に放送された初回放送の際にXで「ドラゴンボールDAIMA」のワードが世界トレンド1位になった。
Netflix週間グローバルトップ10（10月21日～27日）のテレビ・非英語部門で320万ビュー（作品の総視聴時間を作品の総尺で割った値）を記録し初登場2位を達成。チリ、エクアドル、ペルー、マレーシア、ベトナムで1位を獲得したほか、全世界42の国と地域でトップ10入りを果たした。
マーケティングリサーチ企業のNIQ/GfK Japanがアメリカで実施した2024年10月から放送が開始された日本のアニメ作品の認知度調査で、本作が89%を記録し、調査対象23作品の中で本作がアメリカで最も認知度の高い作品に選ばれた。11月の調査でも本作が89%の支持を記録し、2ヵ月連続でアメリカで最も認知度が高い作品となった。放送開始から１ヵ月以上過ぎた後も視聴を続けている理由として、48.1%が「登場キャラクターが、それぞれ個性豊かなところ」を挙げ、次に「作画」が39.8%と続いた。調査を行ったNIQ/GfK Japanは「米国のアニメ好きもキャラクターの魅力や作画を重要視していることがうかがえる」と説明した。
2024年秋アニメ録画数ランキングで本作は放送開始以来、常に2位以上を記録し、2024年12月第4週の録画数ランキングで、『チ。-地球の運動について-』を抜いて単独1位を記録した。

## スタッフ
| 原作・ストーリー・キャラクターデザイン         | 鳥山明             |
| 監督                                           | 八島善孝           |
| シリーズディレクター                           | 小牧文             |
| シリーズ構成・脚本                             | 柿原優子           |
| アニメーションキャラクターデザイン・総作画監督 | 中鶴勝祥           |
| プロップデザイン                               | 升井秀光           |
| 美術監督                                       | 葛西茉耶           |
| 美術デザイン                                   | 葛西茉耶、倉橋隆   |
| 色彩設計                                       | 永井留美子         |
| CGディレクター                                 | 池上義孝           |
| 撮影監督                                       | 和田尚之           |
| 編集                                           | 山岸歩奈実         |
| 音楽                                           | 山下康介           |
| サウンドエフェクト                             | 鷲尾健太郎         |
| オリジナルSEデザイン                           | 新井秀徳           |
| 音響制作                                       | タバック           |
| プロデューサー                                 | 廣川拓、国広守     |
| 製作                                           | 東映アニメーション |

## 主題歌
「ジャカ☆ジャ〜ン」
ゼッド feat. C&Kによるオープニングテーマ。作詞は森雪之丞、作曲・編曲はAnton ZaslavskiとKEEN。
「NAKAMA」
ゼッド×AIによるエンディングテーマ。作詞はAI、作曲はAnton ZaslavskiとAI。

## 各話リスト
| 話数   | サブタイトル | 絵コンテ | 演出     | 作画監督 | 総作画監督          | 美術                     | 初放送日        |
| ------ | ------------ | -------- | -------- | --- | ------------------- | ------------------------ | --------------- |
| 第1話  | インボウ     | 八島善孝 | 小牧文   | 井手武生 | 久保田誓            | 葛西茉耶 李凡善          | 2024年 10月11日 |
| 第2話  | グロリオ     | 八島善孝 | 唐澤和也 | 山岡直子 | 高橋優也            | 葛西茉耶 李凡善          | 10月18日        |
| 第3話  | ダイマ       | 八島善孝 | 桐山貴央 | 小松こずえ                                                                                                  | 辻美也子            | 葛西茉耶 濱野英次 李凡善 | 10月25日        |
| 第4話  | オシャベリ   | 八島善孝 | 村上漢   | 濱野裕一 | 新谷直大            | 葛西茉耶 濱野英次 李凡善 | 11月1日         |
| 第5話  | パンジ       | 八島善孝 | 都築悠一 | 村上直紀 渡辺浩二                                                                                           | 高橋優也            | 葛西茉耶 行信三          | 11月8日         |
| 第6話  | イナヅマ     | -        | 矢野岳   | 山本拓美 | -                   | 葛西茉耶 濱野英次 李凡善 | 11月15日        |
| 第7話  | クビワ       | -        | 河原龍太 | 山岡直子 | -                   | 葛西茉耶 濱野英次 行信三 | 11月22日        |
| 第8話  | タマガミ     | -        | 唐澤和也 | 小松こずえ                                                                                                  | -                   | 葛西茉耶 濱野英次 李凡善 | 11月29日        |
| 第9話  | トウゾク     | -        | 桐山貴央 | 澤井駿 本多弘幸                                                                                             | 高橋優也            | 葛西茉耶 行信三          | 12月6日         |
| 第10話 | ウナバラ     | 八島善孝 | 村上漢   | 斉藤香 | 新谷直大            | 葛西茉耶 濱野英次 李凡善 | 12月13日        |
| 第11話 | デンセツ     | 八島善孝 | 都築悠一 | 渡辺浩二 石上ひろ美                                                                                         | 井手武生            | 葛西茉耶 濱野英次        | 12月20日        |
| 第12話 | ソコヂカラ   | -        | 唐澤和也 | 濱野裕一 | 高橋優也 宮本絵美子 | 葛西茉耶 濱野英次 李凡善 | 12月27日        |
| 第13話 | サプライズ   | -        | 小牧文   | 村俊太朗 渡辺浩二                                                                                           | 山岡直子            | 葛西茉耶 濱野英次        | 2025年 1月10日  |
| 第14話 | タブー       | -        | 矢野岳   | 山本拓美 | -                   | 葛西茉耶 李凡善          | 1月17日         |
| 第15話 | サードアイ   | -        | 桐山貴央 | 藤原未来夫                                                                                                  | 小松こずえ          | 葛西茉耶                 | 1月24日         |
| 第16話 | デゲス       | -        | 河原龍太 | 山室直儀 澤井駿                                                                                             | 高橋優也            | 葛西茉耶                 | 1月31日         |
| 第17話 | ゴマー       | -        | 唐澤和也 | 渡辺浩二 村俊太朗                                                                                           | 井手武生            | 葛西茉耶                 | 2月7日          |
| 第18話 | メザメ       | 小牧文   | 村上漢   | 斉藤香 藤原未来夫                                                                                           | 山室直儀            | 葛西茉耶                 | 2月14日         |
| 第19話 | ウラギリ     | -        | 唐澤和也 | 濱野裕一 | 山室直儀 高橋優也   | 葛西茉耶                 | 2月21日         |
| 第20話 | ゼンカイ     | -        | 小牧文   | 山室直儀 高橋優也 久保田誓 山本拓美 村俊太朗 渡辺浩二 澤井駿 小松こずえ 山岡直子 宮本絵美子 井手武生 石川修 | 中鶴勝祥            | -                        | 2月28日         |

## 放送局
| 放送期間                       | 放送時間               | 放送局                         | 対象地域 | 備考                         |
| ------------------------------ | ---------------------- | ------------------------------ | -------- | ---------------------------- |
| 2024年10月11日 - 2025年2月28日 | 金曜 23:40 - 土曜 0:10 | フジテレビ系列フルネット全26局 | 日本国内 | 字幕放送 / 解説放送          |
| 2024年10月31日 - 2025年3月20日 | 木曜 19:00 - 19:30     | アニマックス                   | 日本全域 | BS/CS放送 / リピート放送あり |
| 初回は10分拡大で放送。         |                        |                                |          |                              |

| 配信開始日     | 配信時間                           | 配信サイト | 備考         |
| -------------- | ---------------------------------- | --- | ------------ |
| 2024年10月12日 | 土曜 0:30（金曜深夜） 更新         | Amazon Prime Video FOD |              |
| 2024年10月15日 | 火曜 0:30（月曜深夜） 以降順次更新 | アニメ放題 ABEMA バンダイチャンネル dアニメストア Disney+ DMM TV Hulu J:COM STREAM Lemino milplus Netflix TELASA TVer U-NEXT WOWOWオンデマンド | 見放題配信   |
|                |                                    | バンダイチャンネル Rakuten TV ビデオマーケット ビデックス                                                                                      | 都度課金配信 |

| 放送期間                                           | 放送時間           | 放送局         | 国・地域 | 出典   |
| -------------------------------------------------- | ------------------ | -------------- | -------- | ------ |
| 2024年10月15日 - 2025年3月4日                      | 火曜 22:50 - 23:20 | Mangas         | フランス | [ 77 ] |
| 2024年10月19日 - 2025年3月8日                      | 土曜 22:00 - 22:30 | トゥーニバース | 韓国     | [ 78 ] |
| 記載している放送期間・放送時間はすべて現地のもの。 |                    |                |          |        |

| 配信開始日     | 配信時間                        | 配信サイト  | 国・地域                                                                   | 出典   |
| -------------- | ------------------------------- | ----------- | -------------------------------------------------------------------------- | ------ |
| 2024年10月11日 | 金曜 10:00（太平洋標準時） 更新 | Crunchyroll | 北米、中南米、ヨーロッパ、オセアニア、インド、中東、東南アジア、南アフリカ | [ 79 ] |
| 2024年10月14日 | 月曜 更新                       | Netflix     | アジア                                                                     | [ 80 ] |
| 2024年10月18日 | 金曜 更新                       | Netflix     | 世界190カ国以上（サービス提供地域）                                        | [ 80 ] |

## イベント
ニューヨーク・コミコン
2023年10月12日から15日まで、アメリカ・ニューヨークで開催されたコミコンで本作のアニメ化が発表された。
ドラゴンボールゲームスバトルアワー2024
2024年1月27日・28日にアメリカ・ロサンゼルスで開催された『ドラゴンボール』のゲームイベントで本作のスペシャルステージが行われ、新規映像や鳥山明が描きおろしたキャラクターイラストなどが公開された。
フジテレビアニメラインナップ発表会2024
2024年3月11日に開催された「フジテレビアニメラインナップ発表会2024」にて、同秋季改編から日本国内にて放送されることが発表された。
ドラゴンボールDAIMA ワクワクひろば
「お台場冒険王2024〜人気者にアイ♡LAND〜」のイベントの一つとして同イベント開催期間の2024年7月20日から8月25日までフジテレビ本社屋1階 フジテレビモールで開催された。会場にはフォトスポット設置のほか、ミニゲームやグッズ展示などを実施した。
ドラゴンボールダイマツリ
『ドラゴンボール』シリーズ40周年を記念して、本作品をはじめとするシリーズ群のコンテンツを総括した完全招待制の無料イベントとして東京ビッグサイトで2024年10月6日に開催。会場では本作品第1話の最速上映や、出演声優による舞台挨拶も行われ、また、各種コンテンツの最新情報を発表するステージイベントなども実施された。
ニューヨークコミコン2024
ニューヨークコミコンにて2024年10月18日（日本時間）に本作のパネルディスカッションが実施された。ステージでは英語版の声優や、伊能昭夫をゲストに迎え、各種コンテンツの最新情報や本作品の制作秘話などが語られた。
ドラゴンボールDAIMA 特別上映
2024年11月10日 - 12日の期間中、アメリカで本作の第1話から3話までの英語吹き替え版がアメリカ全土の映画館で上映された。
ドラゴンボールDAIMA 北米ツアー
2024年11月22日から2025年2月16日にわたって、アメリカとカナダの3都市にあるショッピングモールで本作のイベントが順次開催されている。
- 第1会場：モール・オブ・アメリカ 開催日時：2024年11月22日 - 24日
- 第2会場：アメリカンドリーム 開催日時：2024年12月13日 - 15日
- 第3会場：ウェスト・エドモントン・モール 開催日時：2025年2月14日 - 16日

SA・PA 『ドラゴンボールDAIMA』ダイマンゾクツアー
2025年3月19日より、全国の高速道路のサービスエリア・パーキングエリアにて、「SA・PA 『ドラゴンボールDAIMA』ダイマンゾクツアー」が開催予定。本作の世界観を堪能でき、オリジナル大型フォトパネルや、限定商品、コラボフードなどが登場する。

## 関連商品

### BD / DVD
| 巻  | 発売日       | 収録話         | 規格品番  | 規格品番  | 規格品番  |
| 巻  | 発売日       | 収録話         | BD豪華版  | BD通常版  | DVD通常版 |
| --- | ------------ | -------------- | --------- | --------- | --------- |
| BOX | 2025年7月2日 | 第1話 - 第20話 | BIXA-1268 | BIXA-1267 | BIBA-3669 |

### サウンドトラック
- ゼッド「ジャカ☆ジャ〜ン feat. C&K / NAKAMA feat. AI」（2025年2月19日発売[91]）

### その他
S.H.Figuarts
S.H.Figuartsシリーズから「孫悟空（ミニ）-DAIMA-」（2024年10月）、「ベジータ（ミニ）-DAIMA-」（2024年11月）、「ピッコロ（ミニ）-DAIMA-」（2024年12月）のフィギュアが発売されている。
一番くじ
2024年11月2日より、「一番くじ ドラゴンボールDAIMA」がローソンや一番くじの公式ショップなどで発売されている。

## コラボレーション

### タイアップ
アサヒ飲料
アサヒ飲料と本作のコラボ企画として、2024年10月7日から店頭で対象商品を購入すると本作のデザインが描かれたグッズが手に入るキャンペーンが行われている。
HMV
2024年10月15日 - 11月17日の期間中、HMVで本作のグッズが手に入るキャンペーンが実施されている。
ローソン
2024年10月22日より、ローソンで対象商品を購入すると、本作の限定商品が貰えるキャンペーンが実施されている。
DRAGON BALL DAIMA POP-UP STORE BY FLOWERING
本作の放送を記念して、オリジナルアクセサリーが人気の「Flowering」とのポップアップストアが、2024年10月30日から「あべのハルカス 近鉄本店」を初め関西各地で開催されている。
マクドナルド
2024年11月14日から香港・マクドナルドと本作とのコラボキャンペーンが行われており、本作のキャラをモチーフにした商品や、対象の商品を購入すると本作の限定グッズが手に入るキャンペーンが行われている。
graniph
アパレルブランドのグラニフとのコラボTシャツが2024年11月19日より発売されている。
森永製菓
2024年12月19日から全国のセブン-イレブン限定で、森永製菓とのコラボ商品「森永ハイチュウグレープドラゴンボールホルダー」が発売されている。
Amazon
本作とアマゾンとのコラボが2024年12月22日より行われている。12月22日以降にAmazonで買い物をした方の中からランダムで本作がデザインされた限定Boxで配送されている。
ユニクロ
本作とユニクロとのグラフィックTシャツ「UT」・スウェットシャツが2025年1月上旬に発売されている。
楽天カード
2025年1月15日より、本作がデザインされた楽天カードが発行されている。
サンヨー食品
2025年1月中旬より、サンヨー食品のカップスターが50周年を記念して、本作との限定カップスターが発売されている。
ハート
2025年2月中旬以降にハートより、タブレット入りケースとおまけシールが付いた「ドラゴンボールDAIMA LOVELETS」が発売されている。
はごろもフーズ
2025年3月1日、コラボデザインのツナ缶を発売。キャンペーンも実施。
JINS
コラボレーションメガネが発売（「ドラゴンボールDAIMA モデル」：2025年3月6日、「ドラゴンボール モデル」：2025年4月17日）。
NEXCO西日本
2025年3月19日からSA・PAで『ドラゴンボールDAIMA』ダイマンゾクツアーを開催。

### ゲーム
ドラゴンボール Sparking! ZERO
2024年10月10日に発売された『ドラゴンボール Sparking! ZERO』に本作から孫悟空（ミニ）が早期購入特典として収録されている。
ドラゴンボール レジェンズ
本作の放送を記念して2024年10月16日より、『ドラゴンボール レジェンズ』に本作から孫悟空（ミニ）が手に入るキャンペーンが行われている。
ドラゴンボールスーパーダイバーズ
2024年11月7日から稼働開始した『ドラゴンボールスーパーダイバーズ』の第1弾に本作から「孫悟空：DA」と「ベジータ：DA」のカードが収録されている。
ドラゴンボール ゼノバース2
『ドラゴンボール ゼノバース2』の最新DLC「FUTURE SAGA Chapter 2」に、本作から孫悟空（ミニ）が参戦予定（配信時期未定）。
ドラゴンボールZ カカロット
『ドラゴンボールZ KAKAROT』に本作をモチーフにしたDLC「魔界の大冒険！」がPART1とPART2の2部構成で配信予定（配信時期未定）。